# Tatort: Grabenkämpfe
Grabenkämpfe ist ein Fernsehfilm aus der Krimireihe Tatort. Der von der Maran Film und dem Südwestrundfunk produzierte Beitrag wurde am 3. Dezember 2010 bei der Filmschau Baden-Württemberg uraufgeführt und am 25. April 2011 auf Das Erste erstgesendet. 
Das Stuttgarter Ermittlerduo Lannert und Bootz ermittelt in seinem 8. Fall.

## Handlung
Inmitten der kommunalpolitischen Auseinandersetzung um ein Kultur- und Kunstareal am Stuttgarter Nordbahnhof wird Stefan Aldinger, einer der beiden Geschäftsführer, auf dem Gelände tot aufgefunden. Er wurde sehr wahrscheinlich mit einer Rohrzange von hinten erschlagen, die aber nicht am Tatort aufzufinden ist. 
Der Verdacht richtet sich – nicht zuletzt auch wegen Äußerungen der Gemeinderätin Wilma Fuchs – gegen den Bauunternehmer Walter Rühle, der auf dem Areal eine Wohnanlage errichten möchte. 
Aldingers Ehefrau, die Kickboxerin Elena, scheint über den Tod ihres Mannes am Boden zerstört. Als Lannert und Bootz sie zu Hause aufsuchen, entdecken sie eine große Menge Bargeld, und sie gerät unter Verdacht, als bekannt wird, dass sie mit ihrem Mann am Vorabend seines Todes einen handfesten Streit hatte. Elena ist berechtigt eifersüchtig und schwanger. Zudem ist bekannt, dass sie nicht selten ihre Sportlichkeit bei Ehestreitigkeiten einsetzt und der Körper des Toten zahlreiche alte Hämatome aufweist. 
Im Rahmen der Ermittlungen trifft Bootz auf einen ehemaligen Schulkameraden, Clemens Doll, der als Justiziar für den tyrannischen Rühle arbeitet, und auf Doktor Julian Siebert, einen  Kunsthistoriker, der auf dem Kulturgelände ein Yogastudio betreibt. Die Ermittler finden heraus, dass es kurz vor dem Mord ein klärendes Gespräch zwischen Rühle und Aldinger gab, wonach es Rühle scheinbar gelang, mit 150.000 Euro Aldinger dazu zu bewegen, seinen Pachtvertrag für das Kulturgelände nicht zu verlängern. Sein Geschäftspartner Timo Holzmann wusste davon jedoch nichts und war entsprechend aufgebracht, als er davon erfuhr. 
In Lannert schwelt der Verdacht, dass möglicherweise Doll die „Drecksarbeit“ für Rühle gemacht haben könnte, da dieser ja um jeden Preis das Gelände haben wollte. Auch wenn es eigentlich eine Einigung zwischen beiden gab, könnte Aldinger es sich wieder anders überlegt haben. Überraschend wird in Rühles Wagen eine Rohrzange gefunden, was ihn massiv in Verdacht bringt. Die kriminaltechnische Untersuchung ergibt jedoch, dass es sich dabei nicht um die Tatwaffe handelt, und Lannert hat gleich wieder Doll in Verdacht, seinem herrischen Chef die Zange in den Wagen gelegt zu haben, um sich für die vielen Gemeinheiten ihm gegenüber zu rächen. 
Auf dem Weg zu Holzmann kommen die Ermittler gerade dazu, als dessen Büro in die Luft fliegt. Bei der Überprüfung seiner letzten Telefonate stoßen sie auf Doktor Siebert. Den hatte Holzmann angerufen, als er bei der Durchsicht der Unterlagen von Aldinger auf einen Londontrip mit Siebert stieß. So stellt sich heraus, dass die beiden ein homosexuelles Verhältnis hatten und sich heimlich in London getroffen haben. Holzmann war dahintergekommen und so hat Siebert ihn versucht mit dem Anschlag zum Schweigen zu bringen. Mit Aldinger hatte er am Tatabend einen Streit, weil jener sich für seine Frau entschieden hat und Siebert fallen lassen wollte. Das konnte dieser nicht ertragen und hat Aldinger im Affekt erschlagen.

## Hintergrund
Die Handlung im Stuttgarter Tatort weist eine deutliche Parallele zu der Auseinandersetzung um Stuttgart 21 auf, die sich im Film insbesondere im Aufstand der Bürger gegen den geplanten Abriss der Wagenhallen zugunsten neuer Wohnanlagen darstellt.
Die beiden Drehbuchautoren Stefan Cantz und Jan Hinter, die bereits an den Drehbüchern für acht Tatort-Folgen des Münsteraner Teams um Thiel und Boerne beteiligt waren, haben in Grabenkämpfe eine Anspielung auf den Münsteraner Rechtsmediziner Prof. Boerne eingebaut: Der Stuttgarter Rechtsmediziner Daniel Vogt beschwert sich nach einer Tagung über die „pausenlosen Schwadronaden des geschätzten Münsteraner Kollegen“.

## Rezeption

### Einschaltquoten
Die Erstausstrahlung am 25. April 2011 wurde in Deutschland insgesamt von 7,44 Millionen Zuschauern gesehen und erreichte einen Marktanteil von 22,2 Prozent für Das Erste; in der Gruppe der 14- bis 49-jährigen Zuschauer konnten 2,15 Millionen Zuschauer und ein Marktanteil von 16,2 % erreicht werden.

### Kritiken
„Vor dem brisanten Hintergrund von Stuttgart 21 entfaltet sich eine wortlastig inszenierte Mischung aus Politkrimi und Familiendrama – mit hübsch ironischem Seitenhieb auf den Münsteraner Tatort.“ So die Fernsehzeitung TV Spielfilm. Ihr Fazit: „Wühlt zu wenig Dreck auf, ist aber spannend“.
Rainer Tittelbach von tittelbach.tv wertete: „Grabenkämpfe“ ist ein klassischer Whodunit. Allerdings legen die üblichen Verdächtigen in diesem „Tatort“ eine solche Harmlosigkeit an den Tag oder brüllen so laut, dass man nicht glauben kann, sie könnten auch beißen. Launiger Wohlfühlkrimi, der das Sympathie-Potenzial seiner Kommissare voll ausschöpft – die Möglichkeiten des Krimis nicht. Der Fall besitzt nur wenig innere Logik, der Film folgt der äußeren Logik des Rätsels, eines Rätsels für den Zuschauer. Die Drehbuchautoren als Strippenzieher auf dem Versatzstücke-Bahnhof.
Bei stern.de urteilte Swantje Dake: „Glücklicherweise hält das Drehbuch (Stefan Cantz und Jan Hinter) für jeden der Verdächtigen durchaus plausible Mord-Motive bereit. So dauert das Spiel mit den vielen möglichen Tätern eine ganze Weile an, ohne dass sich der Zuschauer langweilt oder sich für dumm verkauft fühlt. […] Gut, einige Zoten ("Da fehlen ein paar Zentimeter, wie so oft im Leben") und der Akkuschrauber-Überfall auf Lannerts Nachbarin drohen vom schmalen Grat zwischen "zum Schmunzeln" und "zu albern" in die falsche Richtung zu kippen. Äußerst angenehm ist hingegen, dass die "Tatort"-typische Portion Privatleben der Ermittler gut in den Stuttgarter Fall hineinpasst, ohne erzwungen zu wirken oder ein weiteres Thema anzureißen.“
Freddy Langer von der Frankfurter Allgemeinen Zeitung meinte: „‚Grabenkrieg‘ ist ein wunderbares Fernsehspiel, weil es die Frontlinie seiner Scharmützel unentwegt verlegt: zwischen die Hoch- und die Alternativkultur, zwischen Jung und Alt, zwischen die Geschlechter, zwischen Reich und Mittelstand, selbst zwischen Yoga und Sandsackboxen oder Bentley und Porsche, und niemand kann sich seiner Position je wirklich sicher sein. Nur die Figuren von Otto Dix tanzen unbeeindruckt weiter auf dem Kraterrand des Vulkans.“
Für den Focus.de schrieb Josef Seitz: „Schräg und schön – und der Krimifall mit Mord aus enttäuschter Schwulen-Liebe (oder wie heißt das politisch korrekt? Grübeln auch die Kommissare) plus Vater-Sohn-Drama zwischen dem Bau-Investor und seinem Juristen bleibt trotzdem auserzählt. So schlecht ist „Tatort“ auch heute nicht, wenn es ihm nur gelingt, auf allzu viel Sozialarbeiter-Romantik zu verzichten. Ganz im Gegenteil: Saubere Arbeit im sauberen Schwabenländle!“